# Philippe Swyncop
Pour les articles homonymes, voir Swyncop.
Philippe Swyncop, né à Bruxelles le 16 juin 1878 et mort à Saint-Gilles le 7 novembre 1949 est un peintre, illustrateur, affichiste et caricaturiste belge.

## Biographie
Philippe Swyncop, né à Bruxelles le 16 juin 1878, est le fils de Pierre Swyncop, cordonnier, et de Catherine Éverard. Philippe Swyncop est le frère aîné du peintre Charles Swyncop (1895-1970). 
Il se forme de 1892 à 1898 à l'Académie royale des beaux-arts de Bruxelles chez Jean-François Portaels et Constant Montald.
En 1900, il obtient le prix Godecharle pour une composition lyrique Les glorieuses filles de Sparte s'exerçant au combat. Il voyage ensuite en France, Italie et Espagne. 
Il s'éprend en particulier de l'Espagne et de son exotisme. Il y retourne à de nombreuses reprises y peignant le peuple espagnol, ses paysages, ses costumes (mantilles et dentelles, etc.) et y partageant la vie des « gitanos ».
En Belgique, il peint en 1908 le plafond destiné à l'ancien Kursaal d'Ostende, œuvre qui n'a jamais pu être placée. 
Il participe à de nombreuses expositions collectives notamment : à la Maison d'Art moderne à Bruxelles en 1920, à la galerie Boigelot à Bruxelles en 1921, à la galerie Mommen à Bruxelles en décembre 1923 et en 1937, à la galerie de la Toison d'Or en 1936.
Avant 1924, il peint presque exclusivement des portraits. Il est aussi caricaturiste notamment aux dépens de l'armée allemande de 1914.
À la suite de son décès à Saint-Gilles d'une crise d'urémie le 7 novembre 1949, il reçoit des funérailles à l'église église Saints-Jean-et-Étienne-aux-Minimes et est inhumé au cimetière de Laeken.

## Sélection d'œuvres
- 1908 : Plafond du Kursaal d'Ostende.
- 1910 : Fillette au manchon.
- 1925 : Danseuse gitane de Grenade (Galerie Charlet).
- 1926 : Canto Jondo (exposition Philippe Swyncop au Cercle Artistique de Bruxelles).
- 1926 : Chant flamenco (exposition Philippe Swyncop au Cercle Artistique de Bruxelles).
- 1926 : Pont d'Alcantara à Tolède (exposition de l'École normale de musique).
- 1929 : Vues de l'Alhambra (exposition Petite Galerie).
- 1929 : Gitanilla (exposition Petite Galerie).
- 1930 : Andalouse (exposition galerie Kodak).
- 1930 : Gitano (exposition galerie Kodak).
- 1932 : Lolita, Tête d'Andalouse (exposition du Cercle Artistique de Bruxelles).
- 1934 : Jeune fille en rouge (exposition du Cercle Artistique de Bruxelles).
- 1936 : Pont d'Alcantara (exposition à la galerie de la Toison d'Or).
- 1936 : Village andalou (exposition à la galerie de la Toison d'Or).
- 1937 : Les Musiciens nomades (exposition à la galerie Monnen).
- 1937 : Zidy (exposition à la galerie Monnen).
- 1937 : Gitane rieuse (exposition à la galerie Monnen).
- 1937 : Nuit d'Espagne (exposition à la galerie Monnen).

## Hommages et distinctions
En 1952, un mémorial (bas-relief), œuvre du sculpteur Adolphe Wansart, a été apposé sur l'immeuble où a habité Philippe Swyncop à la rue Dejoncker à Saint-Gilles. L'immeuble a par la suite été détruit.
Les distinctions suivantes lui ont été décernées :
- Officier de l'ordre de Léopold en 1948 (Belgique) ;
- Officier de l'ordre de la Couronne le 26 juillet 1930 (Belgique)[4];
- Chevalier de l'ordre royal de Saint-Sava en 1933 (Yougoslavie).